# Порт Гуанчжоу
Порт Гуанчжоу (кит.: 广州港) — головний морський порт міста Гуанчжоу, провінція Гуандун, Китай. Портом управляє державна компанія Guangzhou Port Group Co. Ltd. Компанія була заснована 26 лютого 2004 року на базі колишнього бюро порту Гуанчжоу. Його схвалив муніципальний уряд Гуанчжоу. Зараз це найбільший комплексний порт у Південному Китаї. Її міжнародна морська торгівля охоплює понад 300 портів у більш ніж 80 країнах і районах по всьому світу. Порт також включає колишній порт Хуанпу.
Порт також є важливим економічним і транспортним центром для регіону дельти річки Чжуцзян і провінції Гуандун. Це також життєво важливий транспортний вузол для галузей, розташованих у сусідніх провінціях, таких як Гуансі, Юньнань, Гуйчжоу, Сичуань, Хунань, Хубей та Цзянсі.

## Історія
Гуанчжоу був важливим портом у стародавні часи ще за часів династії Цінь. Він служив торговим портом як «Шовковий шлях на морі». Порт став одним з найбільш завантажених портів Китаю під час династії Мін та династії Цінь.

## Географія
Порт Гуанчжоу розташований на перетині трьох найважливіших річок Дунцзян, Сіцзян і Пецзян в Південному Китаї. Усі три річки мають водні, залізничні, швидкісні та повітряні лінії, які перетинаються тут, утворюючи таким чином важливий транспортний вузол. Це основний порт у регіоні дельти річки Чжуцзян.
Територія порту простягається вздовж узбережжя річки Чжуцзян і акваторій міст Гуанчжоу, Дунґуань, Чжуншань, Шеньчжень і Чжухай. Розташований за межами входу в Перл-Ріку відкриття, служить шлюзом для судноплавної діяльності для інших районів гавані, таких як район гавані Наньша, район гавані Сіньша, район гавані Хуанпу та район внутрішньої гавані та район гавані Наньша поблизу Гонконгу.

## Інфраструктура порту
Порт Гуанчжоу містить 4600 причалів, 133 буї та 2359 якірних стоянок кожне з класом 1000 тонн, а найбільша місткість становить 3000 тонн. Уряд схвалив днопоглиблення порту, щоб дозволити судам 100 000 тонн увійти в Наньшу під час припливу в липні 2009 року. Нині порт проводить днопоглиблення, щоб дозволити 100 000 тонн суднам увійти в термінал Наньша під час відпливу.

## Портова діяльність
Порт Гуанчжоу відіграє дуже важливу роль в економіці. Порт виконує ряд видів діяльності, які включають навантаження та розвантаження, зберігання, митне складування, послуги з контейнерних вантажів. Через порт перевозиться багато сільськогосподарської, промислової та промислової продукції, яка включає нафту, вугілля, зерно, хімічні добрива, сталь, руду та автомобілі.
Порт також надає пасажирські послуги, а також логістичні послуги. Це також відіграло важливу роль у сприянні успіху місіонерської лікарні, Кантонської лікарні.

## Судноплавство
Як найбільший комплексний центровий порт у Південному Китаї, порт Гуанчжоу відчуває збільшення обсягів вантажів і заходів суден. Це пов'язано з активною економічною діяльністю в Гуанчжоу та прилеглих внутрішніх районах.
У 1999 році порт Гуанчжоу перевищив річну пропускну здатність у 100 мільйонів тонн. Це другий порт у материковому Китаї, який потрапив у рейтинг з таким рекордним обсягом. В результаті щорічний обсяг вантажів продовжує зростати. У 2006 році весь порт Гуанчжоу перевищив 300 мільйонів тонн (посівши третє місце в прибережних портах Китаю і п'яте серед десяти найбільших портів світу) і 665 мільйонів TEU, а порт Гуанчжоу досяг 201 мільйона тонн і 4,774 мільйона TEU.
Порт є частиною морського шовкового шляху, що проходить від китайського узбережжя до південного краю Індії, до Момбаси, звідти через Червоне море через Суецький канал до Середземного моря до району Верхньої Адріатики північного італійського центру Трієста, з його залізничним сполученням із Центральною Європою та Північним морем.